# Остін (Міннесота)
Остін (англ. Austin) — місто (англ. city) в США, в окрузі Мовер штату Міннесота. Населення — 26 174 особи (2020).

## Географія
Остін розташований за координатами 43°40′18″ пн. ш. 92°58′25″ зх. д. / 43.67167° пн. ш. 92.97361° зх. д. (43.671683, -92.973668). За даними Бюро перепису населення США в 2010 році місто мало площу 30,82 км², з яких 30,54 км² — суходіл та 0,28 км² — водойми. В 2017 році площа становила 32,78 км², з яких 32,50 км² — суходіл та 0,27 км² — водойми.

### Клімат
| Клімат : Остін             | Клімат : Остін | Клімат : Остін | Клімат : Остін | Клімат : Остін | Клімат : Остін | Клімат : Остін | Клімат : Остін | Клімат : Остін | Клімат : Остін | Клімат : Остін | Клімат : Остін | Клімат : Остін | Клімат : Остін |
| Показник                   | Січ.           | Лют.           | Бер.           | Квіт.          | Трав.          | Черв.          | Лип.           | Серп.          | Вер.           | Жовт.          | Лист.          | Груд.          | Рік            |
| Середній максимум, °C      | −5,6           | −2,8           | 3,9            | 13,3           | 20,0           | 25,6           | 27,2           | 25,6           | 21,7           | 14,4           | 5,0            | −3,3           | 12,1           |
| Середній мінімум, °C       | −15,6          | −12,8          | −5,6           | 1,7            | 8,3            | 13,9           | 16,1           | 14,4           | 9,4            | 2,8            | −4,4           | −12,2          | 1,3            |
| Норма опадів, мм           | 23             | 21             | 48             | 90             | 110            | 124            | 121            | 112            | 88             | 60             | 49             | 31             | 877            |
| -------------------------- | -------------- | -------------- | -------------- | -------------- | -------------- | -------------- | -------------- | -------------- | -------------- | -------------- | -------------- | -------------- | -------------- |
| Джерело: U.S. Climate Data |                |                |                |                |                |                |                |                |                |                |                |                |                |

## Демографія
Згідно з переписом 2010 року, у місті мешкало 24 718 осіб у 10 131 домогосподарстві у складі 6114 родин. Густота населення становила 802 особи/км². Було 10870 помешкань (353/км²).
Расовий склад населення:
| - 86,8 % — білих - 3,0 % — чорних або афроамериканців - 2,4 % — азіатів - 0,3 % — корінних американців - 0,2 % — вихідців з тихоокеанських островів - 4,8 % — осіб інших рас |

До двох чи більше рас належало 2,4 %. Частка іспаномовних становила 15,4 % від усіх жителів.
За віковим діапазоном населення розподілялося таким чином: 25,6 % — особи молодші 18 років, 56,7 % — особи у віці 18—64 років, 17,7 % — особи у віці 65 років та старші. Медіана віку мешканця становила 37,0 року. На 100 осіб жіночої статі у місті припадало 96,8 чоловіків; на 100 жінок у віці від 18 років та старших — 94,3 чоловіків також старших 18 років.
Середній дохід на одне домашнє господарство становив 60 317 доларів США (медіана — 42 268), а середній дохід на одну сім'ю — 74 607 доларів (медіана — 60 496). Медіана доходів становила 43 687 доларів для чоловіків та 32 286 доларів для жінок. За межею бідності перебувало 15,9 % осіб, у тому числі 19,3 % дітей у віці до 18 років та 8,0 % осіб у віці 65 років та старших.
Цивільне працевлаштоване населення становило 11 691 осіб. Основні галузі зайнятості: виробництво — 26,2 %, освіта, охорона здоров'я та соціальна допомога — 26,1 %, роздрібна торгівля — 10,5 %, науковці, спеціалісти, менеджери — 7,6 %.

## Уродженці
- Пол Майкл Стефані (1944—1998) — американський серійний убивця.